# Drama von Hautefaye
Das Drama von Hautefaye ist ein französischer Kriminalfall, bei dem am 16. August 1870 der Grundbesitzer Alain de Monéys bei einer Messe im Dorf Hautefaye in der Dordogne gelyncht und verbrannt wurde. Der Fall ist vor dem Hintergrund des Krieges 1870/71 und der durch ihn in der Bevölkerung des kleinen Ortes aufgewühlten Leidenschaften zu sehen. Als Folge eines simplen Missverständnisses hielt man Alain de Monéys für einen Preußen, was zu seinem Lynchmord führte. Die Gerüchte über Kannibalismus, die aufgrund von dem Bürgermeister zugeschriebenen Äußerungen und mutmaßlichen Handlungen der Dorfbewohner aufkamen, verschärften noch den barbarischen Charakter des Ereignisses. Von den 21 Angeklagten in diesem Mordfall wurden die vier Hauptverantwortlichen zum Tode und ein weiterer zu lebenslanger Zwangsarbeit verurteilt.
Mehrere Bücher haben sich mit dieser Affaire befasst. Für den Schriftsteller Georges Marbeck symbolisiert sie den Ritualmord des Sündenbocks, während der Historiker Alain Corbin die Gründe für die Ereignisse eher im Hass der Bauern auf den Adel sieht.

## Hintergrund

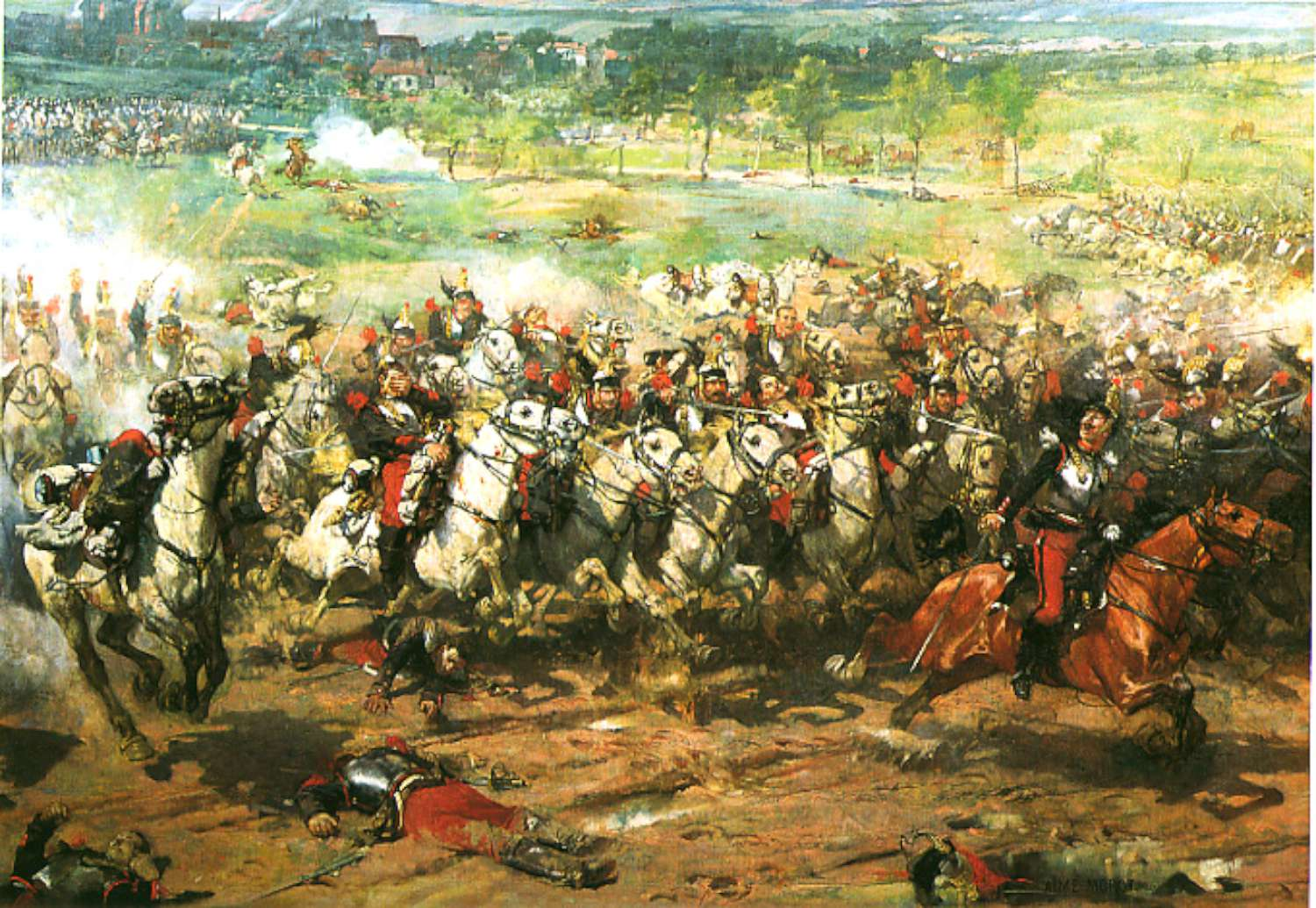
Illustration der Schlacht bei Wörth (Reichshofen), Quelle des Missverständnisses, das zum Lynchmord an Alain de Monéys führte.

Das Drama spielte sich im August 1870 ab, also einen Monat nach der Kriegserklärung Frankreichs an Preußen vom 15. Juli 1870. Die ersten Nachrichten von den Niederlagen an der lothringischen Front bei Wissembourg, Forbach und Frœschwiller waren am 5. und 6. August eingegangen. Alain Corbin sieht gerade die Entscheidung der Regierung, Informationen über diese Niederlagen zurückzuhalten, als Grund zur Verbreitung von Gerüchten über die Anwesenheit preußischer Spione in der Umgebung sowie eine Verschwörung von Adel und Priesterschaft gegen das Kaiserreich. Diese wiederum beunruhigten die öffentliche Meinung und führten sogar zu Ausbrüchen kollektiver Angstzustände.
So wurde in Châtellerault ein Eisenbahnangestellter belästigt, weil er in den Verdacht geriet, ein Spion im Solde des Feindes zu sein. Diese Unruhen und Gerüchte im Verbund mit der die Region 1870 befallenden Dürre sind Bestandteil der Gerüchte, die sich im Dorf und auf dem Messegelände anlässlich des jährlichen Viehmarkts von Hautefaye, Anlass zu Begegnungen und Handel für die Bewohner des Dorfes und der Nachbargemeinden, verbreiten.
Zu dem allgemeinen politischen Hintergrund kam in der Dordogne eine katastrophale wirtschaftliche Lage für die Landwirte. Im Sommer 1870 hielt die Dürre mit Regenmangel und hohen Temperaturen, die Ernte und Vieh bedrohen, schon seit Monaten an. Am 16. August, dem Tag des Viehmarkts von Hautefaye, wo die Geschäfte normalerweise gut liefen, liefen sie ausgesprochen schlecht: in Verbindung mit den Nachrichten von der Front wurden die Gemüter zusätzlich erhitzt. An diesem besonders heißen Tag sprach ein Teil der Marktbesucher mehr und mehr dem Alkohol zu, neben Wein auch dem Absinth.

## Das Drama

### Die Protagonisten

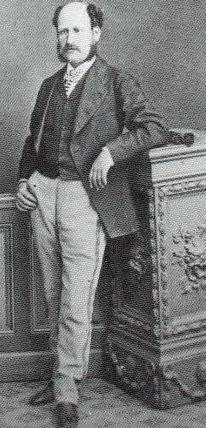
Das Opfer, Alain de Monéys

Das Opfer, Alain Romuald de Monéys d'Ordières, war der Sohn von Amédée de Monéys, dem ehemaligen Bürgermeister von Beaussac. Er führte das Gut von Schloss Brétanges zwischen Hautefaye und Beaussac. Junggeselle von 32 Jahren, war er wegen seiner schwächlichen Konstitution vom Militärdienst freigestellt, insbesondere auch von der Einberufung im Rahmen der 1870 im Gefolge der preußischen Bedrohung erfolgten Einführung der Wehrpflicht. Jedoch hatte er, beseelt von dem Wunsch seinem Land zu dienen, diese Freistellung aufheben lassen und stand kurz vor dem Einrücken zur lothringischen Front. Seit 1865 gehörte er dem Stadtrat von Beaussac an und war erster Beigeordneter. Seiner Familie gehörten 80 Hektar Land in Hautefaye. An der Messe von Hautefaye am 16. August 1870 nahm er in seiner Eigenschaft als Verwalter des Familienguts teil.
Die von den Justizbehörden als Rädelsführer Bezeichneten sind Einwohner von Hautefaye und Viehmarktbesucher aus den benachbarten Dörfern. Im Einzelnen: François Chambord, 33 Jahre alt, Hufschmied in Pouvrière, einem Ortsteil der Gemeinde Souffrignac in der Charente, 9 km von Beaussac entfernt; er wurde als Anführer der Gruppe angesehen und ist, wie die übrigen Hauptaggressoren, nicht mit dem Opfer persönlich bekannt; Léonard, genannt „Piarrouty“, 53 Jahre, Lumpensammler in Nontronneau; Pierre Buisson, genannt „Arnaud“ oder „Lirou“, 33 Jahre, Landwirt; François Mazière, genannt „Silloux“, 29 Jahre Landpächter; und die Brüder Étienne und Jean Campot, Landwirte in Mainzac.
Die folgenden Personen haben versucht, Alain de Monéys zu beschützen und zu verteidigen: der Abbé Victor Saint-Pasteur, Pfarrer von Hautefaye; Philippe Dubois, Sägewerker aus Hautefaye; Georges Mathieu, Handwerker aus Beaussac und Neffe von Bernard Mathieu, des Bürgermeisters von Hautefaye; sowie Pascal, der Hausdiener im Schloss Bretanges.

### Erster Vorfall
Die Affaire begann mit einem Vorfall, in dessen Mittelpunkt Camille de Maillard de Lafaye steht, ein Cousin von Alain de Monéys, 26 Jahre alt, Sohn des Bürgermeisters von Beaussac und bekannt für seine legitimistischen Ansichten. Er wurde zum Opfer eines ersten Missverständnisses, das für ihn ohne Folgen blieb, dessen Wiederholung jedoch in der Folge Alain de Monéys zum Verhängnis wurde.
Nachdem er die Depeschen über die Schlacht bei Wörth (franz. auch Schlacht bei Reichhoffen) gelesen hatte, äußerte Maillard, dass die französische Armee zum Rückzug gezwungen sei. Daraufhin wurde er von den Umstehenden angefeindet und beschuldigt, falsche Nachrichten zu verbreiten, ja, im Dienste der Preußen zu stehen. Beim Versuch, sich zu erklären und seine Äußerungen klarzustellen, wurde er nunmehr beschuldigt, „Es lebe die Republik“ gerufen zu haben. Die Gemüter erhitzten sich immer mehr, die Anfeindungen ihm gegenüber wurden immer lebhafter. Durch das Eingreifen seines Pächters gelingt ihm jedoch die Flucht.
Während des Prozesses erklärte einer der Mörder von Alain de Monéys, François Mazière, er habe einige Tage vorher, am 9. August, auf einer Messe in Charras, Maillard erklären gehört: „Der Kaiser ist verloren, er hat keine Munition mehr“, und bedauerte, dass er ihn an jenem Tag, empört über seine Äußerungen, nicht habe „erledigen“ können. Für Corbin heißt das, dass am 16. August, dem Tag der Ermordung de Monéys, offensichtlich vorsätzlich gehandelt wurde. Laut Corbin zwang die Flucht Maillards die misstrauischen und erregten Einwohner, sich auf de Monéys als Ersatzopfer zu stürzen.

### Zweiter Vorfall
Alain de Monéys erschien auf der Messe von Hautefaye gegen zwei Uhr nachmittags, nach der Flucht von Camille de Maillard. Kurz nach seiner Ankunft auf der Messe sieht Monéys, wie sich mit Stöcken bewaffnete Bauern nähern. Als er sich nach der Situation erkundigt, erfährt er von einem Kolporteur namens Brethenoux, genannt „der Mexikaner“, weil er an der französischen Intervention in Mexiko teilgenommen hatte, sein Cousin, Camille de Maillard, habe geschrieen: „Nieder mit Napoleon! Es lebe die Republik!“ Da er den Worten Brethenoux’s keinen Glauben schenken konnte, begleitete Monéys den Bauern an den Ort des Geschehens um festzustellen, ob andere Zeugen den Hergang bestätigen könnten. Unter diesen befanden sich: Le Cussou, Pinard, Mazière, die Gebrüder Campot und Buisson, die alle die Ausführungen Brethenoux’s bestätigten. Schließlich versammelte sich die Gruppe um Alain de Monéys, der weiterhin seinen Cousin verteidigte.
Als er sich weiterhin weigert zuzugestehen, dass Maillard diese Worte ausgesprochen haben könnte, wird Monéys schließlich von der Gruppe angefeindet, die immer zahlreicher und feindseliger wird. Von manchen mit Maillard verwechselt, wird er zum Mittelpunkt der Ereignisse und seinerseits bezichtigt, „Es lebe die Republik“ gerufen zu haben, ein Verräter und Preuße zu sein. Trotz seiner Einlassungen (er versichert, auf der Seite der Bauern zu stehen und sich auf den Kampf gegen die Preußen vorzubereiten), stößt die Gruppe erste Todesdrohungen aus und führt die ersten Schläge.

## Folterungen und Mord

### Erhängungsversuch
Trotz seiner Bemühungen, das Missverständnis aufzuklären und zu zeigen, dass er auf ihrer Seite ist, sieht sich Alain de Monéys von zunehmend aufgebrachteren Bauern umringt. Einer von ihnen, Buisson, schreit: „Das ist ein Preuße, man muß ihn aufhängen, man muß ihn verbrennen!“ Die Brüder Campot schlagen als erste zu; das ist der Auslöser für die Massenhysterie. Sich vor den Schlägen schützend, mit dem Ruf „Es lebe der Kaiser!“ die Menschenansammlung zu beruhigen suchend, sieht sich Alain de Monéys rasch umzingelt und misshandelt. Der Abbé Saint-Pasteur, Ortspfarrer von Hautefaye, interveniert, Pistole in der Hand, um ihm beizustehen. Angesichts der Entschlossenheit der Angreifer und in der Einsicht, selbst der wachsenden Wut der Gruppe ausgesetzt zu sein, zieht er sich jedoch in das Pfarrhaus zurück. Er unternimmt einen Ablenkungsversuch, indem er die Bauern einlädt ihm zu folgen, um mit ihm auf das Wohl des Kaisers zu trinken; einige folgen ihm.
Nun greifen Philippe Dubois und Georges Mathieu, der Neffe des Dorfbürgermeisters, ein und versuchen, Monéys den wiederholten Angriffen der Bauern zu entziehen; von der Menge abgedrängt, gelingt es auch ihnen nicht, den Adligen, der bereits von Fußtritten und Stockschlägen gezeichnet ist, in Sicherheit zu bringen. Sie wollen ihn in das Haus des Bürgermeisters, Bernard Mathieu, schaffen, aber der verwehrt ihnen den Zutritt, weil er fürchtet, dass auch der Mob dort eindringen und sein Haus verwüsten wird. Die Beschützer können sich selbst nicht länger der Gruppe widersetzen. Mazière und Buisson bemächtigen sich daraufhin des Opfers und liefern es erneut der Wut der von dem vom Pfarrer angebotenen Wein weiter aufgestachelten Bauern aus.
Die Gruppe unter Leitung von Chambord erwägt zunächst, Monéys den Behörden zuzuführen, aber angesichts der Passivität des Dorfbürgermeisters entscheiden die Bauern, ihn an einem Kirschbaum aufzuhängen. Alain Corbin hebt hervor, dass die fehlende Autorität des Bürgermeisters in diesem Augenblick Chambord gestattet, sich zum Führer der Strafaktion aufzuschwingen: der versteigt sich zu der Behauptung, Mitglied des Gemeinderats von Hautefaye zu sein, was ihm das Recht zur Ergreifung von Initiativen gebe. Der Erhängungsversuch scheitert an der Brüchigkeit der Äste des Baumes; man beschließt, das Opfer zu Tode zu prügeln.

### Folterungen
Von nun an wird die Absicht, die Qualen des Opfers zu verlängern, bevor man Alain de Monéys endgültig umbringt, umgesetzt. Chambord putscht die Menge auf: „Bevor man den Preußen umbringt, muß man ihn leiden lassen!“ Die Folterer gewähren dem Opfer Ruhephasen zwischen den einzelnen Angriffen. Er wird in die Werkstatt des Bürgermeisters gezerrt, der gleichzeitig Hufschmied ist. Die Angreifer binden ihn mit Gurten auf dem Klauenstand fest, während er wüsten Schlägen ins Gesicht und Fußtritten durch Bouillet, genannt „Déjeunat“, ausgesetzt ist. Corbin weist darauf hin, dass zu dieser Episode nur wenig aus den Befragungen und Zeugenaussagen erhellt.
Inzwischen ist Pascal, der Diener der Monéys, auf der Messe eingetroffen, um seinen Herrn zu treffen; von den Schreien aufmerksam geworden und von Georges Mathieu und Dubois unterrichtet, begibt er sich in die Werkstatt, um Alain de Monéys zu befreien, die kurzzeitige Abwesenheit der Angreifer nutzend. Die Rückkehr des Mobs beendet jedoch diesen erneuten Befreiungsversuch. Neuerlich Schlägen ausgesetzt, wird Monéys nun am Kopf von einem besonders kräftigen Schlag getroffen, den ihm Piarrouty mit seiner Federwaage zufügt, und den manche Zeugen für tödlich halten.
Auf das Drängen der Beschützer des Opfers hin schlägt der Bürgermeister vor, ihn in seinen Schafstall zu bringen. Alain de Monéys wird in Sicherheit gebracht und von Dubois gepflegt. Die Anklageschrift hält fest, dass er zu diesem Zeitpunkt „sich jedoch gerettet glaubte. Er gab Anweisung, ein Faß Wein für seine Verfolger zu kaufen“. Der von Chambord geführte Mob brach jedoch die Tür ein, die in dem Augenblick nachgab, als Monéys auf Anraten Dubois’ versuchte, seine Kleider gegen einen Arbeitsanzug auszutauschen, um unerkannt fliehen zu können.
Die Brüder Campot bemächtigen sich wieder des Opfers und liefern es der Gewalt der Bauern aus, die nun ihren Höhepunkt erreicht. Nach Zeugenaussagen ist Alain de Monéys’ Kopf „wie eine blutige Kugel“. Er wird auf das Messegelände gebracht, aber Dubois versucht, ihn in das Gasthaus zu bringen. Der Wirt klemmt den Fußknöchel des einzutreten versuchenden Opfers ein, das unter dem Schmerz zusammenbricht. Man hält ihn bereits für tot, aber dann sehen ihn Zeugen in einem unerwarteten Ausbruch sich aus eigener Kraft erheben und auf eine Scheune zu laufen, wo er einen Pfahl ergreift und gegen den Mob richtet. Jean Campot gelingt es ohne Schwierigkeiten, Monéys zu entwaffnen und den Pfahl gegen das Opfer zu richten, das sich unter einen Karren schleppt. Sobald er darunter hervorgezogen ist, bringt ihm Pierre Buisson mit diesem Pfahl einen Schlag auf den Nacken bei, der für die Zeugen der tödliche Schlag ist. Ab diesem Moment ist es allem Anschein nach ein Todgeweihter oder bereits ein Leichnam, auf den die Menge sich stürzt, wobei jeder an der Abschlachtung, die sich etwa zehn Minuten hinzieht, teilhaben möchte. Corbin weist darauf hin, dass, abgesehen von dem Haken Piarroutys und einer Mistgabel, keine Stichwaffe, weder Messer noch Hacke, benutzt wurde. Nach den Schlägen auf den leblosen Körper ergreifen Mazière und Jean Campot je ein Bein in der Absicht ihn zu vierteilen; es gelingt ihnen jedoch nur, ihm die Schuhe auszuziehen.

### Die Verbrennung
Mazière et Campot ziehen d'Alain de Monéys an den Beinen in Richtung eines alten Tümpels, den die Anwohner „den ausgetrockneten See“ nennen und wo traditionell die Feiern zum Johannistag abgehalten werden. Ihnen folgt der aus den Bauern und dem mit seiner Amtsschärpe umgürteten Bürgermeister bestehende Umzug. Alcide Dusolier, ein Freund von Alain de Monéys’ aus Kindertagen, der sich am nächsten Tag an den Ort des Geschehens begeben hat, hat diesen Moment in einem Text aus dem Jahre 1874 festgehalten: „Man zog ihn an den Beinen durch die Gassen der Stadt, sein blutender Kopf schlug dumpf auf den Pflastersteinen auf, sein zerrissener Körper sprang von rechts nach links, alles unter den Schreien: ‚Es lebe der Kaiser, es lebe der Kaiser!‘“
Angekommen, warf man den Körper in den ausgetrockneten Tümpel. Unter der Leitung von Chambord holte man Reisigbündel, Astwerk und Abfälle heran. Chambord nimmt einem Landwirt einen Ballen Stroh ab mit dem Versprechen, er werde durch den Kaiser bezahlt werden. Chambord und Campot häufen die Reisigbündel und das Stroh auf den Körper, der sich nach Aussagen einiger Zeugen noch bewegt. Dubois unternimmt einen letzten Versuch das Unvermeidliche zu verhindern, wird aber Jagdobjekt eines knappen Dutzends Bauern und sieht sich gezwungen zu fliehen.
Da niemand Streichhölzer hat, holt Chambord ein Paket Streichhölzer oder lässt es vom jungen Thibassou holen. Er befiehlt dann drei Kindern, den Reisig- und Strohhaufen anzuzünden. Der Scheiterhaufen entzündet sich unter den Vivatrufen der Umstehenden: „Es lebe der Kaiser!“ Ein gewisser Duroulet kommentiert die Verbrennung mit den Worten: „Seht, wie gut das brennt!“ Ein anderer namens Besse fügt, als er sieht, wie das Fett von dem brennenden Körper fließt, hinzu: „Schade um das schöne Fett!“, ein Dritter zündet sich eine Zigarette an der Glut des Scheiterhaufens an.
Corbin stellt fest, dass zwischen dem Beginn der Leidensgeschichte und ihrem tragischen Ende genau zwei Stunden liegen, und erklärt diese Zeiteinteilung für aus dem Wunsch nach Ausdünnung der kollektiven Verantwortung heraus „implizit kalkuliert“, sodass jeder an dem Lynchmord teilhaben konnte.

## Nach dem Lynchmord

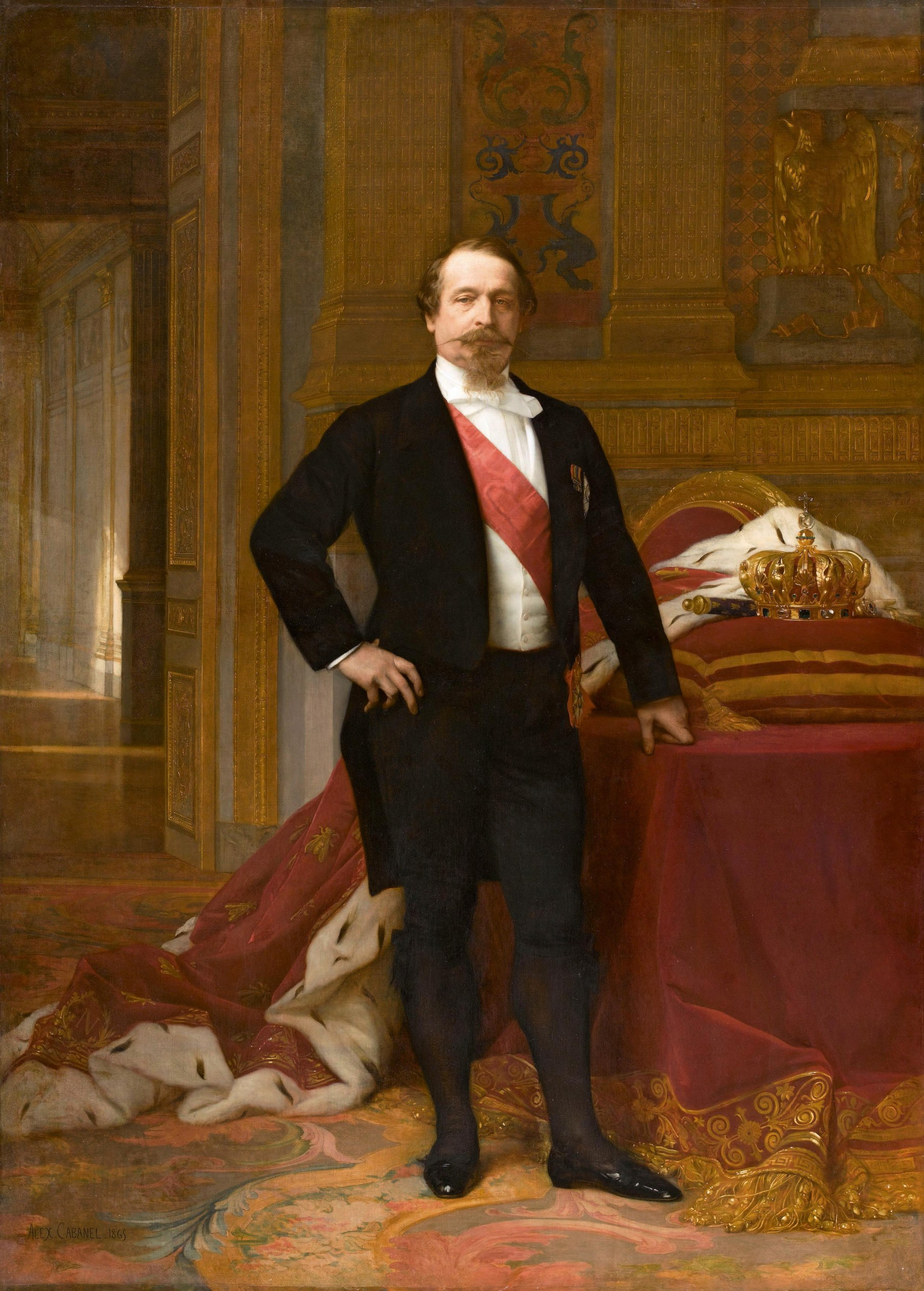
Kaiser Napoleon III.

### Reaktionen und Konsequenzen
Am Abend des gleichen Tages sind die Bewohner der Umgebung schon über die Ereignisse in Hautefaye auf dem Laufenden. Einige der Protagonisten rühmen sich ihrer Taten, Piarrouty spricht von den drei Schlägen mit der Waage, die er dem Opfer zugefügt hat, Madame Antony berichtet, dass ihr Pächter, Mazière, aufgeregt von Hautefaye zurückgekommen ist und ihr gesagt hat: „Ja, wir haben den Preußen umgebracht und verbrannt, ich habe zugeschlagen und bereue es nicht! Er weigerte sich, ‚Es lebe der Kaiser!‘ zu rufen.“ Andere erwarten sogar eine Belohnung: Pierre Sarlat und der Steinmetz François Cholet glauben, dass sie vom Kaiser für die Verbrennung Monéys’ bezahlt werden würden.
Die Schlossherren der Umgebung, entsetzt über die Vorgänge, befürchten die Wiederkehr der Bauernaufstände (franz. Jacquerie) und einige, darunter die Monéys, schließen sich zu Verteidigungsgruppen zusammen, um einem möglichen Angriff der Bauern begegnen zu können. Diese Angst befällt sogar die Stadt Nontron, die ähnliche Zustände wie bei den Bauernaufständen im Périgord im 17. Jhdt. (franz.: jacqueries des croquants) befürchtet. Marbeck stellt fest, dass der Psychose der „preußischen Junker“, die am Ursprung des Dramas von Hautefaye steht, die Psychose der „erhobenen Mistgabeln“ entspricht.
Zwei Tage nach den Ereignissen berichtet die regionale Presse von dem Drama. Le Charentais vom 18. August, dann Le Nontronnais vom 20., sprechen von Akten der Rohheit und der Barbarei, Le Nontronnais bezeichnet die Bauern als „Kannibalen“. Mit dem Le Moniteur universel vom 23. August berichtet auch die nationale Presse von dem Drama.
Schließlich beschäftigt die Affaire auch die Regierung. Am 20. August verurteilt der Innenminister, Henri Chevreau, in einer Antwort auf die Anfrage eines Delegierten zu den im Lande ausgebrochenen Bauernaufständen die Vorgänge in Hautefaye: „Ein Akt ungeheurer Rohheit ist kürzlich in Nontron begangen worden, der auf allgemeine Missbilligung stoßen wird. Ein Bürger ist mitten in einer Menschenmenge verbrannt worden, die nicht die Kraft gefunden hat, sich einem derart abscheulichen Verbrechen entgegenzustellen.“
Am 27. August wird Bernard Mathieu mit Erlass vom 24. August durch den Präfekten der Dordogne öffentlich seines Amtes als Bürgermeister von Hautefaye enthoben und vorläufig durch das Gemeinderatsmitglied Élie Mondout ersetzt.
Eine neue Stufe in der auf das Dorf niederregnenden Schande ist erreicht, als nach dem Sturz des Zweiten Kaiserreichs Alcide Dusolier als neuer republikanischer Unterpräfekt der Dordogne, der in diesem Dorf ein Zentrum bonapartistischen Widerstands sieht, den Präfekten auffordert, Hautefaye durch Löschung seines Namens und Eingemeindung nach Nontron von der Landkarte zu tilgen. Der Vorschlag wird dem Innenminister vorgelegt. Angesichts des Widerstands des Interimsbürgermeisters und später von Martial Villard, dem neuen Bürgermeister – die beide argumentieren, dass das Gesetz nur die Strafbarkeit des Einzelnen kennt und folglich nicht ein ganzes Dorf für von Personen, die nicht einmal alle aus Hautefaye stammen, verübte Taten verantwortlich machen kann – wird das Umbenennungsvorhaben aufgegeben.

### Das Kannibalismusgerücht
Der Lynchmord spielte sich auf dem Viehmarkt ab, und manche Teilnehmer benutzten Metaphern aus dem Bereich der Rinder- und Schweineschlachtung; einer erzählt: „Wir haben in Hautefaye ein tolles Schwein gegrillt.“ Das Hirngespinst der kannibalistischen Bauern bildet sich in der Presse, insonderheit im Le Nontronnais vom 20. August, der die Aufständischen vom Viehmarkt mit diesem Ausdruck belegt, und wird von den Dorfbewohnern und den Adligen verbreitet, darunter dem Onkel von Alain de Monéys, der die Bedrohung durch die „Kannibalen“ in einem Brief vom 22. August 1870 heraufbeschwört.
Das Kannibalismusgerücht nimmt im Prozess konkrete Formen an, ausgehend von zwei der Protagonisten zugeschriebenen Äußerungen während der Ereignisse. Einer der Zeugen, der Dachdecker Jean Maurel, 78, sagt aus, den Bürgermeister Bernard Mathieu als Antwort an die Menge, die die Absicht bekundete, das Opfer zu verbrennen und zu verspeisen, sagen gehört zu haben: „Macht doch, was ihr wollt, meinetwegen freßt ihn!“ Der Bürgermeister bestritt diese Äußerung vehement gegenüber dem Zeugen, der seine Aussage zurückzog. Auf der Grundlage einer anderen Zeugenaussage werden auch die Äußerungen von Besse in das Verfahren eingeführt, der bedauert hatte, dass er das abfließende Fett nicht auffangen konnte. Bei dieser Sitzung wurden zwei flache Steine mit Fettspuren als Beweisstücke der Anklage vorgelegt.
Beide belletristische Aufarbeitungen des Falls im 21. Jhdt. knüpfen in ihren Titeln an das Kannibalismusgerücht bzw. die Äußerung des Dorfbürgermeisters an, vgl. unten.

### Voruntersuchung und Festnahmen

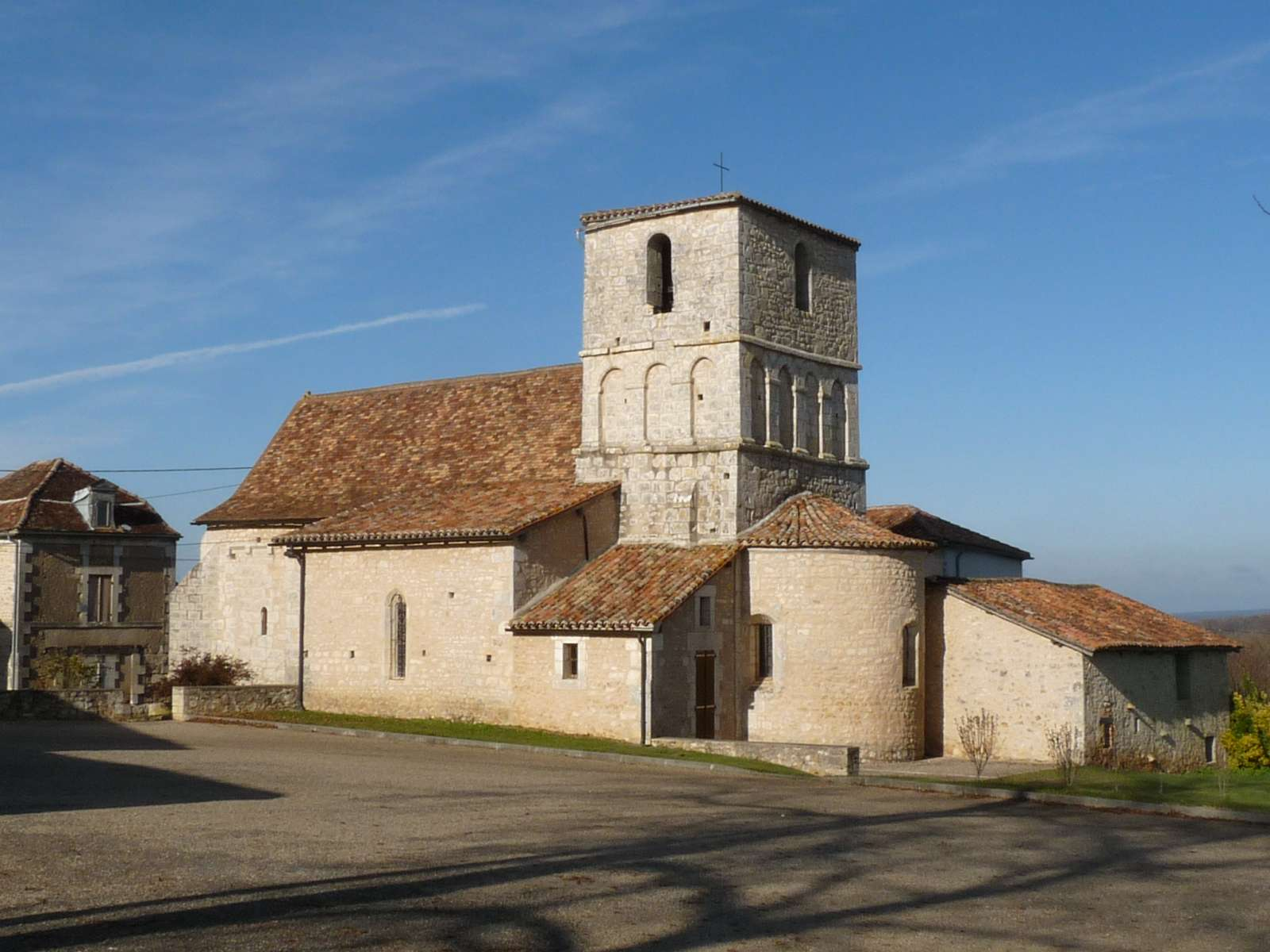
Die Kirche von Hautefaye

Der verkohlte Leichnam von Alain de Monéys wurde zwischen zwei Tüchern in der Kirche von Hautefaye aufgebahrt. Doktor Roby-Pavillon, der die Autopsie vornahm, erstellt am Abend des 16. Augusts den Bericht über den Zustand des Leichnams: „Fast vollständig verkohlter Leichnam, auf dem Rücken liegend, das Gesicht leicht nach oben links geneigt, Beine gespreizt, rechte Hand steif über dem Kopf haltend wie in einer flehentlichen Geste, die linke Hand an die linke Schulter geführt und wie um Gnade bittend ausgestreckt; die Gesichtszüge drücken Schmerz aus, der Rumpf verdreht und rückwärts gekrümmt“. Im Ergebnis der Untersuchung des Leichnams stellt der Arzt fest, dass er lebend verbrannt wurde und an den Folgen der Asphyxie und der Verbrennungen gestorben ist und zuvor von stumpfen, spitzen und schneidenden Gegenständen verwundet wurde. Die Verletzung am Schädel wurde ihm durch jemand hinter ihm stehenden zugefügt, während er selbst aufrecht stand. Er wurde noch lebend geschleift. Roby-Pavillon schließt mit der Feststellung, dass „die Gesamtheit der erlittenen Verletzungen unweigerlich zum Tode geführt hätte“.
Die aus Nontron an den Tatort und die Umgebung geschickten Gendarmen nehmen die ersten Festnahmen vor. Etwa fünfzig Personen werden vom Untersuchungsrichter Marchenaud vorgeladen und verhört. Am 19. August begibt sich der Generalstaatsanwalt des Kaiserlichen Gerichtshofs von Bordeaux, Charles Boreau-Lajanadie, an den Tatort und zieht das Verfahren an sich.
Am 18. September werden die Beschuldigten aus dem Gefängnis von Nontron nach Périgueux verlegt zur Anklageerhebung auf der für den 26. Dezember vorgesehenen außerordentlichen Sitzung des Strafgerichtshofs, diese wird jedoch auf den 18. Oktober vertagt. Alcide Dusolier verfasst eine Proklamation, um die Gerüchte zu zerstreuen, die Beschuldigten kämen in den Genuss der anlässlich der Ausrufung der Republik verkündeten Amnestie. Sie wird in den Straßen von Nontron angeschlagen und enthält die Namen der Beschuldigten:
„Die Beschuldigten, einundzwanzig an der Zahl, sind heute morgen unter Gendarmerieeskorte aus unserer Untersuchungshaftanstalt in die Departementshauptstadt verlegt worden.
Im Folgenden die Namen in alphabetischer Reihenfolge: 1. Beauvais, genannt Roumaillac, Sägewerker in Vieux Mareuil; 2. Besse, genannt Duroulet, Erdarbeiter in Javerlhac; 3. Brouillet, genannt Déjeunat, Grundeigentümer in Grézilles, Gemeinde Feuillade (Charente); 4. Brut, Maurer in Fayemarteau, Gemeinde Hautefaye; 5. Buisson, genannt Lirou, aus Feuillade (Charente); 6. Campot (Etienne), Landwirt in Chabrie, Gemeinde Mainzac (Charente); 7.Campot (Jean), Landwirt in Chabrie, Ortsteil von Mainzac (Charente); 8. Chambord, Hufschmied in Pouvrière, Gemeinde Souffrignac (Charente); 9. Delage, genannt Lajou, Landwirt in Doumeyrat, Gemeinde Grassac (Charente); 10. Feytou (Girard), Bergmann in Frontoubade, Gemeinde Lussas; 11. Frédéric (Jean), Maurer in Beaussac; 12. Lamongie (Léonard), Landwirt in Grand-Gilou, Gemeinde Hautefaye; 13. Léchelle, genannt Pinart, Landwirt in Frontoubade, Gemeinde Lussas; 14. Léonard (François), genannt Piarrouty, Lumpensammler in Nontronneau, Gemeinde Lussas; 15. Licoine (Roland), Landwirt in Feuillade (Charente); 16. Limay (André), genannt Thibassou, Ortsteil von Mainzac (Charente); 17. Mazière, Landwirt in Plambeau, Gemeinde Hautefaye; 18. Murguet, in Forêt, Gemeinde Souffrignac; 19. Sallat senior, Landwirt in Grand-Gilou, Gemeinde Hautefaye; 20. Sallat junior, Landwirt in Grand-Gilou, Gemeinde Hautefaye; 21. Sarlat, genannt Lamy, Schneider in Nontronneau, Gemeinde Lussas.“
Die einundzwanzig Beschuldigten erscheinen am 13. Dezember vor dem Gericht in Périgueux, nach dem ihr Revisionsantrag gescheitert war.

### Prozess und Urteil

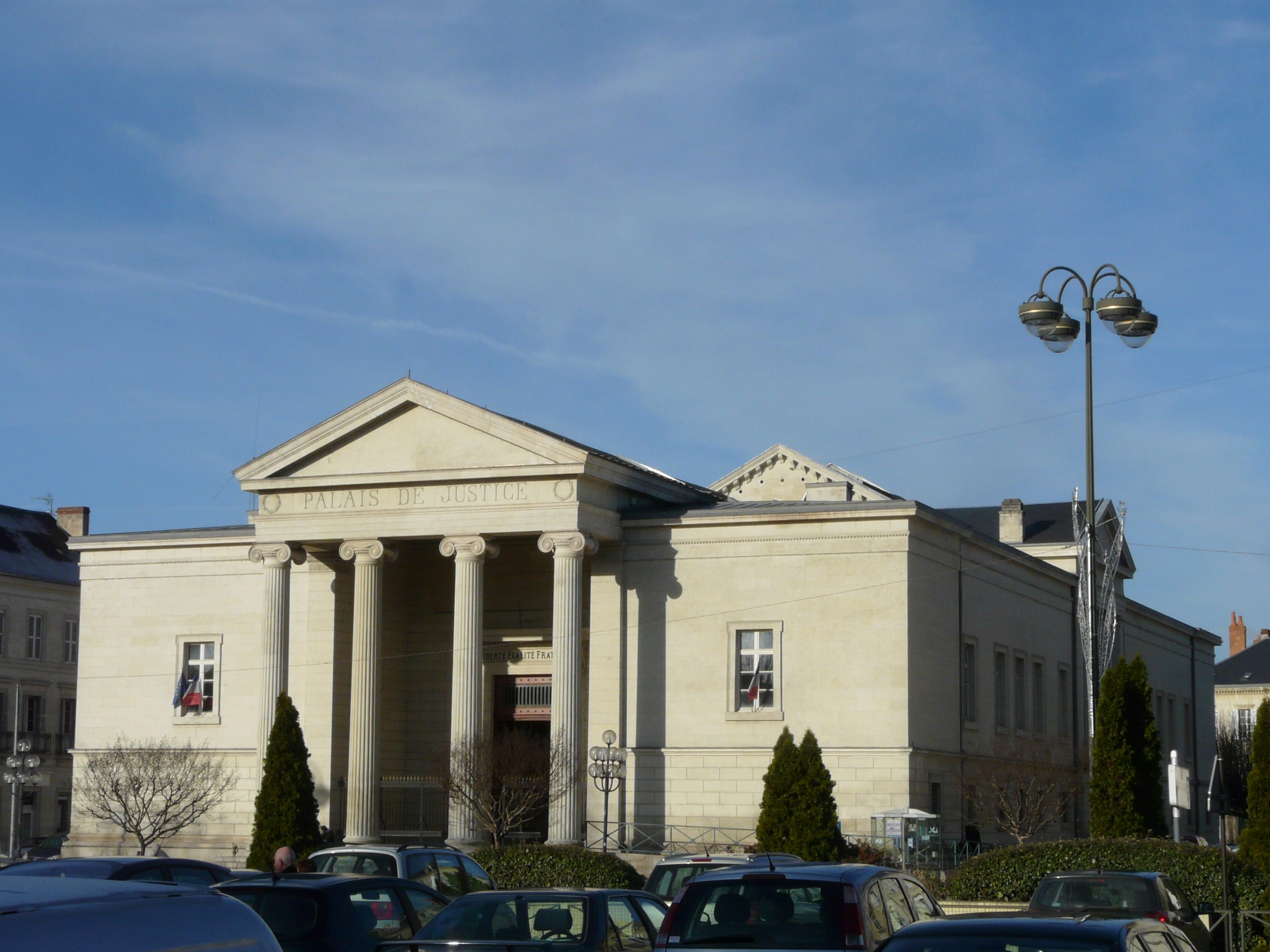
Der Justizpalast von Périgueux, wo das Verfahren stattfand

Der Prozess fand vom 13. bis 21. Dezember 1870 im Justizpalast von Périgueux unter dem Vorsitz des Richters Brochon statt und zog viele Zuschauer an. Am ersten Verfahrenstag wurde mit der Verlesung der Anklageschrift die direkte Verantwortung für den vorsätzlichen Mord Chambord, Buisson, Jean Campot, Léonard, genannt Piarrouty, und Mazière zur Last gelegt. Den übrigen Angeklagten, darunter Étienne, der Bruder von Jean Campot, werden Beihilfe zum Mord, Misshandlung oder Aufwiegelung dazu vorgeworfen.
Die Folgetage bis zum 17. Dezember sind der Einvernahme der Zeugen vorbehalten. Eine der wichtigsten Zeugenaussagen ist die des ehemaligen Bürgermeisters Bernard Mathieu. Anklage wie Verteidigung gleichermaßen betonen, gestützt auf die Aussagen der Madame Antony und des Dachdeckers Jean Maurel, die auf seine Äußerungen vor den Bauern zurückkommen, seinen Mangel an Mut und die unterlassene Hilfeleistung im Angesicht des Dramas.
Im Prozess werden als Beweisstücke vorgelegt zwei Steine aus dem Scheiterhaufen mit anhaftenden Fettspuren, die Federwaage von Piarrouty sowie die Reitgerte aus dem Besitz von Alain de Monéys.
Am 21. Dezember verurteilt das Gericht nach der Beratung der Jury Chambord, Buisson, Piarrouty und Mazière zum Tode. Es wird angeordnet, dass die Hinrichtung auf dem Marktplatz von Hautefaye stattfindet. Jean Campot profitiert von einem Fehler im Juryverfahren, bei dem mildernde Umstände mit nur sechs statt der vorgeschriebenen sieben Stimmen zuerkannt worden waren, und wird zu lebenslanger Zwangsarbeit in der Strafkolonie von Neukaledonien verurteilt. Die übrigen Angeklagten werden zu Strafen zwischen acht Jahren Zwangsarbeit und einem Jahr Gefängnis verurteilt. Einer der Angeklagten, Thibaud Limay, genannt Thibassou, wird freigesprochen, aber wegen seines jugendlichen Alters bis zu seinem zwanzigsten Lebensjahr in eine Besserungsanstalt eingewiesen. Am 25. Dezember, also wenige Tage nach Prozessende, stirbt der ehemalige Bürgermeister von Hautefaye, Bernard Mathieu, in der Charente.
Am 26. Januar 1871 wird die Revision der vier zum Tode Verurteilten verworfen. Auch der am 30. Januar beim Justizminister eingereichte Begnadigungsantrag wird abgelehnt.
Die Guillotine sollte ursprünglich an dem ausgetrockneten Tümpel, wo die Verbrennung Alain de Monéys’ stattgefunden hatte, aufgestellt werden, da aber das Gelände dort zu unsicher war, wird das Schafott am Morgen des 6. Februar in der Viehmarkthalle aufgebaut. Anstelle des erkrankten Pariser Oberscharfrichters Jean-François Heidenreich waltet sein Stellvertreter Nicolas Foch seines Amtes. Piarrouty wurde als erster hingerichtet, dann folgten Buisson, Mazière, und schließlich Chambord.

## Erinnerung und Nachwirkung
1953 verstarb mit Noémie Lavaud im Alter von 92 Jahren die letzte noch lebende Zeugin des Dramas von Hautefaye. Genau ein Jahrhundert nach den Ereignissen, am 16. August 1970, wurde in der Kirche von Hautefaye eine Messe im Beisein der Nachfahren des Opfers und der vier zum Tode Verurteilten abgehalten. Francis Donnary, Dorfbürgermeister seit 1977, hat vorgeschlagen, eine Gedenksäule zur Erinnerung an das Ereignis aufzustellen, ließ das Projekt aber 2009 fallen, „denn in diesem Dorf ist immer noch ein Gefühl von Scham spürbar“.

### In der Literatur
2008 und 2009 haben zwei französische Schriftsteller das Drama in Romanen aufgearbeitet: Violaine Massenet, Les Mangeurs de cendres (deutsch etwa „Die Ascheesser“), und Jean Teulé unter dem Titel Mangez-le si vous voulez (deutsch etwa: „Meinetwegen freßt ihn“).
Im Epilog des Romans von Jean Teulé berichtet er, dass Jean Campot in der Strafkolonie von seinen Mitgefangenen zum Spott mit dem Namen des Opfers belegt wurde; nach dreißig Jahren wegen guter Führung entlassen, bleibt er auf der Insel und meldet die Kinder, die er mit einer Kanakin hat, unter dem Namen de Monéys, den es noch heute in Neukaledonien gibt.

### Im Theater
Das nach dem Roman von Teulé von Clotilde Morgiève und Jean-Christophe Dollé adaptierte und inszenierte Theaterstück Mangez-le si vous voulez wurde 2013 im Off des Festivals von Avignon uraufgeführt. Vom 10. Januar bis 30. April 2014 lief es am Théâtre Tristan-Bernard in Paris.